# Selle français

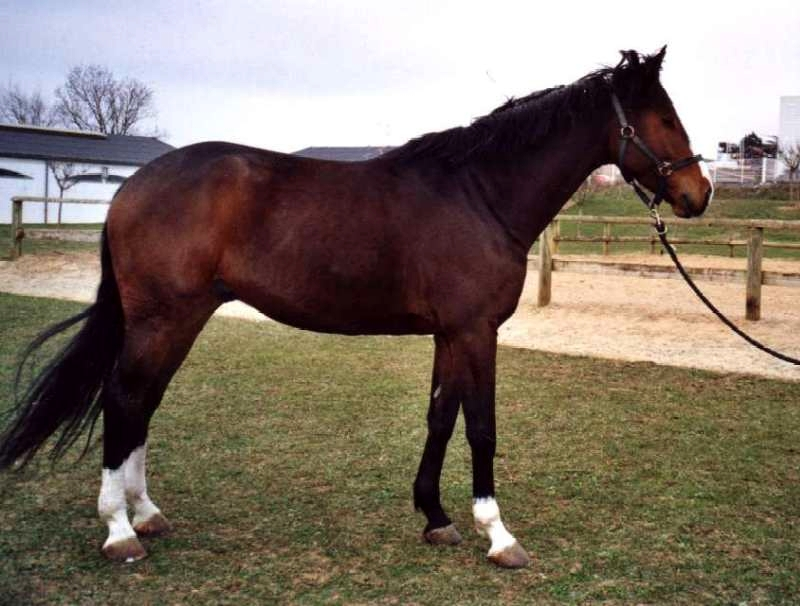
Selle français

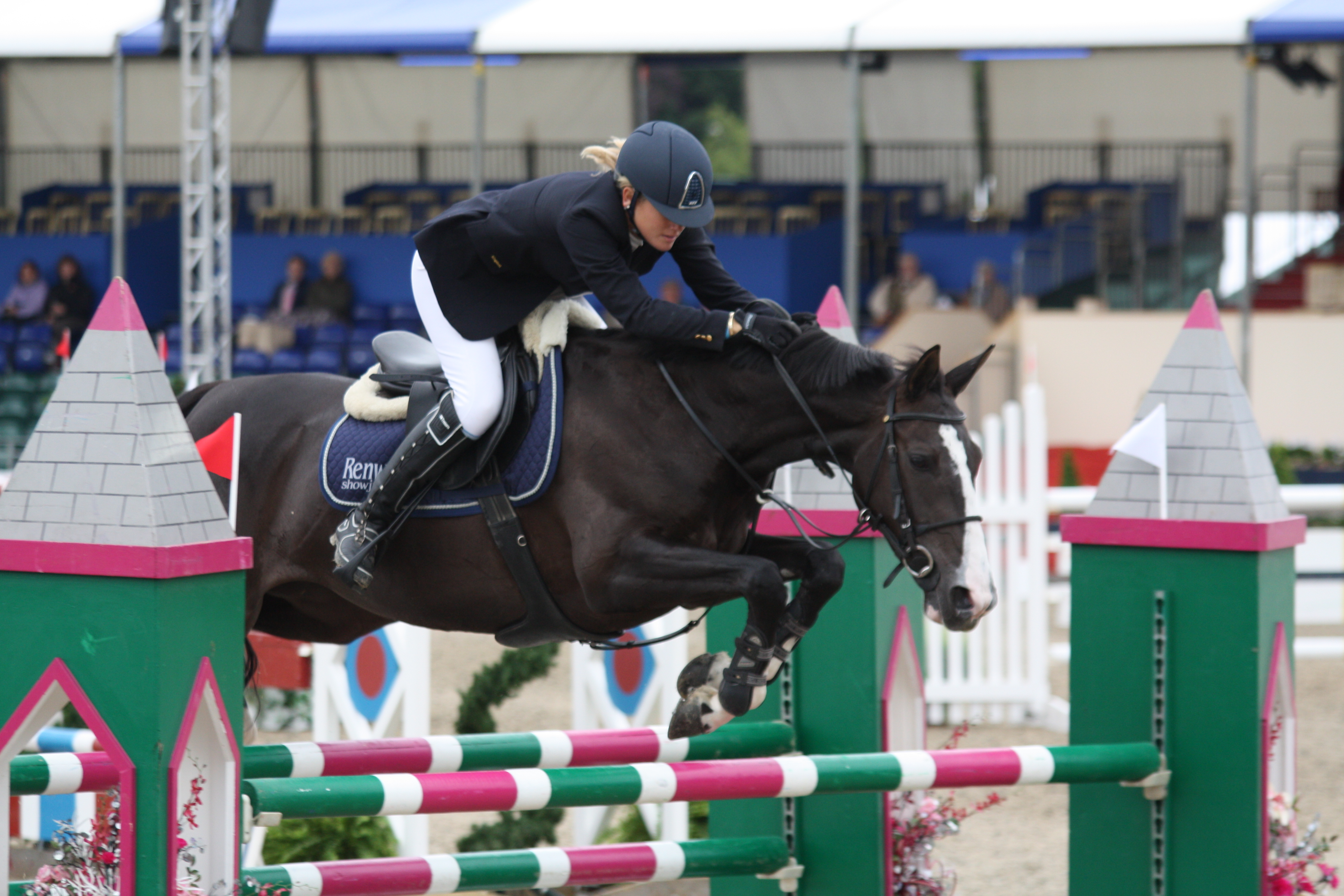
Selle français podczas skoku przez przeszkodę podczas Royal Windsor Horse Show

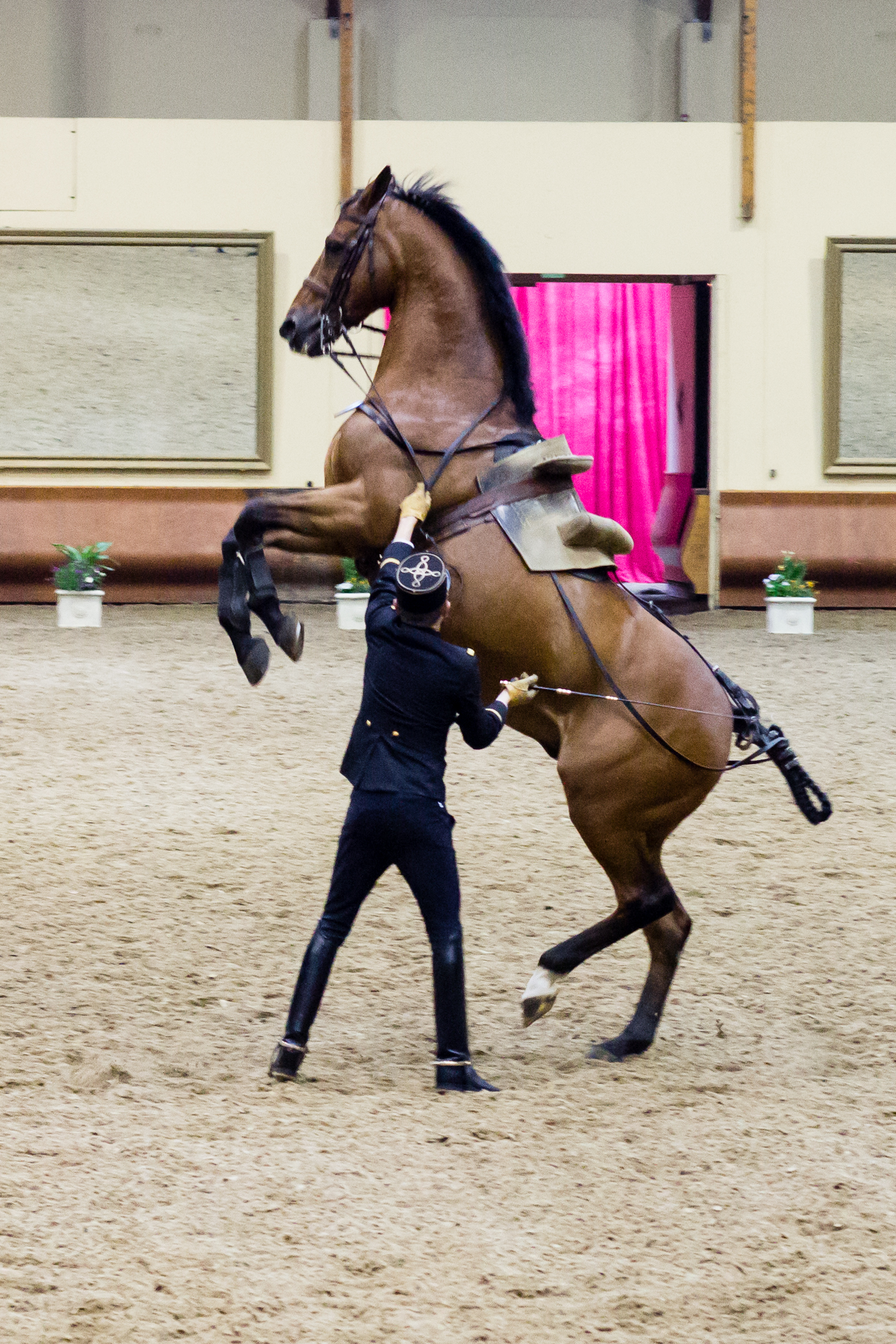
Selle français - publiczny występ Cadre Noir

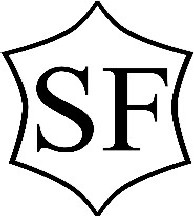
Selle français - wypalane piętno

Selle français – francuski koń gorącokrwisty. Rasa bardzo wszechstronna, użytkowana pod wierzch, w skokach, wyścigach płaskich i przeszkodowych i wszechstronnym konkursie konia wierzchowego. Przodkami tej rasy, hodowlanej w północnej Francji, głównie w Normandii, były różne klacze miejscowe krzyżowane z ogierami orientalnymi i holsztyńskimi, a następnie z ogierami pełnej krwi angielskiej i kłusakami. Do niedawna zwierzęta te nazywano anglonormandzkimi i reprezentowały one różne typy. Zapewnianie doskonałych warunków chowu oraz konsekwentna selekcja pozwoliły wyhodować wspaniałe konie sportowe o zróżnicowanej genetyce.

## Eksterier
Ze względu na różnorodność pochodzenia rasa nie jest jednolita pod względem wymiarów czy pokroju. Ogólnie sellle français można określić jako mocnego konia półkrwi - harmonijnie zbudowanego i silnego o mocnych kościach.
- głowa – średniej wielkości, szeroka o wydatnych ganaszach, dobrze osadzona, przypomina głowę kłusaka francuskiego, profil prosty lub lekko wypukły, poza tym ma cechy charakterystyczne dla konia normańskiego, oczy szeroko osadzone, uszy długie, ruchliwe[1][3];
- szyja - dobrze umięśniona, czasem niezbyt dobrze ukształtowana[3];
- kłoda – głęboka, zwarta, wspaniale umięśniona, proporcjonalna[1][3];
- kłąb i łopatki – kłąb wyraźnie zaznaczony, łopatki długie, pochylone do tyłu, klatka piersiowa średnioszeroka, głęboka[1][3];
- grzbiet i zad – grzbiet krótki, prosty, zad lekko ścięty, duży, szeroki i świetnie umięśniony, charakterystyczny dla koni dobrze skaczących[1][3]
- nogi – bardzo silne, szczególnie umięśnione i długie w górnych partiach – jest to dziedzictwo krwi kłusaka;
- kopyta – wytrzymałe, niekiedy dość duże[1]
- ogon - o skąpym włosie;
- wysokość w kłębie - od 151 cm do ponad 160 cm[1]
- masa ciała - 550-650 kg[3]
- maść - najczęściej kasztanowata i gniada, rzadziej kara i siwa, dopuszczalne wszystkie jednolite[1][3];

## Użytkowanie
Selle français cechują energiczne, elastyczne chody o dużym zaangażowaniu kończyn tylnych i długim kroku. Konie tej rasy najlepiej sprawdzają się w konkursach skoków, WKKW i ujeżdżeniu. Startują również w wyścigach.
Selle Français rozpoczyna trening w sporcie w wieku 4 lat i kontynuuje go w wieku 5 i 6 lat w specjalnych klasach zarezerwowanych dla młodych koni i dostosowanych do wieku i stopnia pracy. Krajowe finały odbywają się we wrześniu w Fontainebleau w skokach przez przeszkody, w Arnac-Pompadour w WKKW, w Saumur w ujeżdżeniu i w Uzès w rajdach długodystansowych na trasach o długości 20, 40, 60 i 90 km.

## Temperament
Ten śmiały, energiczny koń szybko się uczy i chętnie współpracuje z człowiekiem. Na ogól jest pojętny, spokojny, cierpliwy i przywiązuje się do jeźdźca. Selle Français jest koniem sportowym, łączącym ładny wygląd i inteligencję z naturalną zdolnością uczenia się.